# 瓦塔薩尼區
瓦塔薩尼區（西班牙語：Distrito de Huatasani），是秘魯的一個區，位於該國東南部普諾大區的萬卡內省，始建於1967年6月21日，面積106.73平方公里，海拔高度3,830米，2005年人口2,912，人口密度每平方公里27人。